# Chypre aux Jeux olympiques d'hiver de 1994
Cet article contient des informations sur la participation et les résultats de Chypre aux Jeux olympiques d'hiver de 1994 à Lillehammer en Norvège. Chypre était représenté par un seul athlète.

## Athlète
- Karolina Fotiadou, 46e du Super G féminin